# Yohan Gomez
Yohan Gomez (Lyon, 25 september 1981) is een Frans voormalig voetballer die doorgaans speelde als middenvelder. Tussen 2003 en 2018 was hij actief voor Olympique Lyon, Bastia, Cannes, Vannes en Monts d'Or Azergues.

## Carrière
Gomez speelde in de jeugd van Olympique Lyon. In 2003 werd hij doorgeschoven naar het eerste elftal, waarvoor hij in één seizoen zesmaal uitkwam. Vervolgens verkaste de middenvelder naar Bastia. Hij speelde meer dan honderd wedstrijden voor de club en vertrok vijf jaar later. Cannes bleek de volgende bestemming van de middenvelder, die voor die club vijftien duels uitkwam. In 2012 besloot Gomez af te gaan bouwen bij Vannes, waar hij voor twee seizoenen tekende. Na een jaar verliet hij de club alweer, waarna hij een half seizoen moest wachten op een nieuwe club. In januari 2014 trok Monts d'Or Azergues de middenvelder transfervrij aan. Medio 2018 zette Gomez op een leeftijd van zevenendertig jaar een punt achter zijn actieve loopbaan.